# 烏勒米龍獸屬

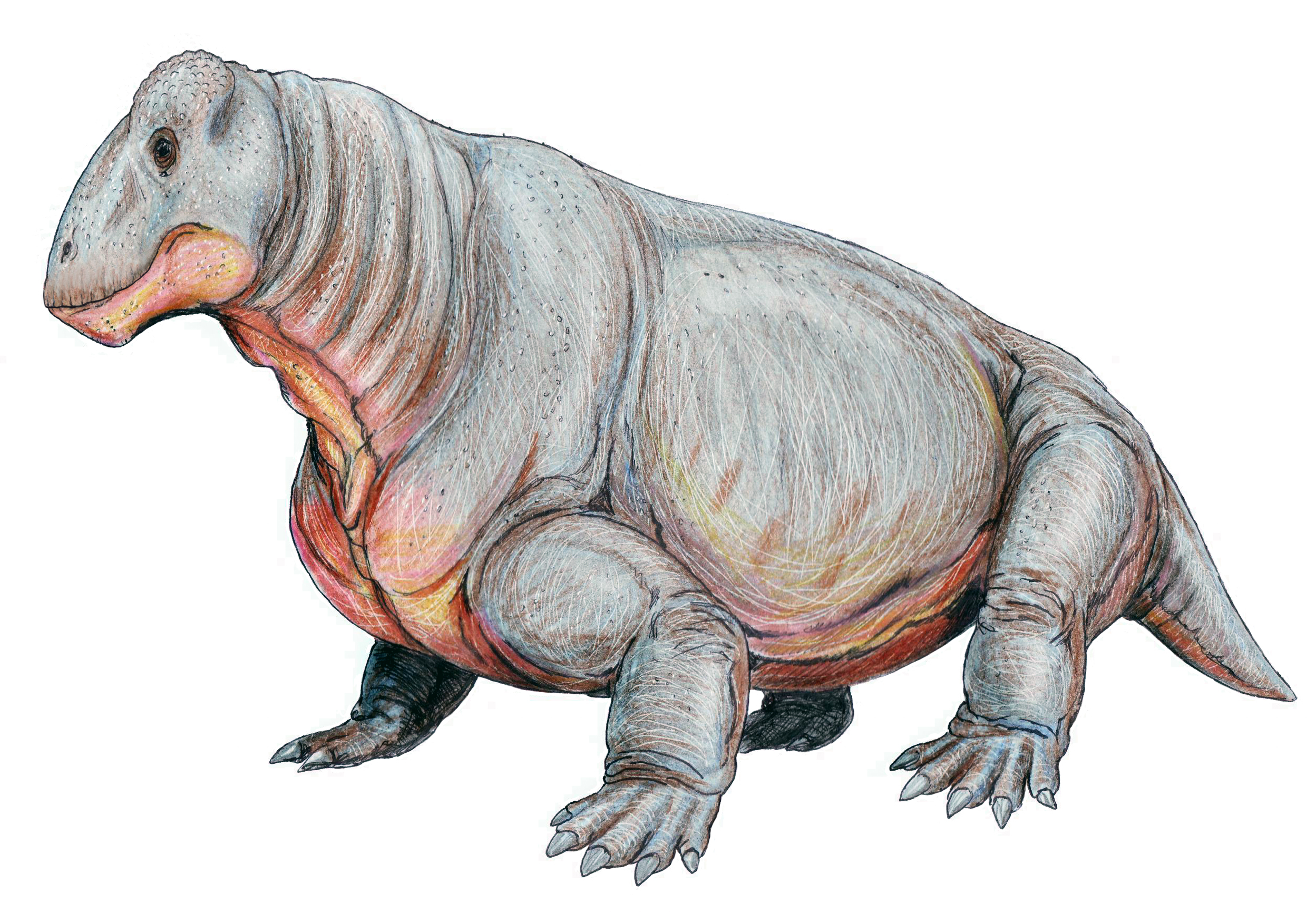
烏勒米龍獸的想像圖

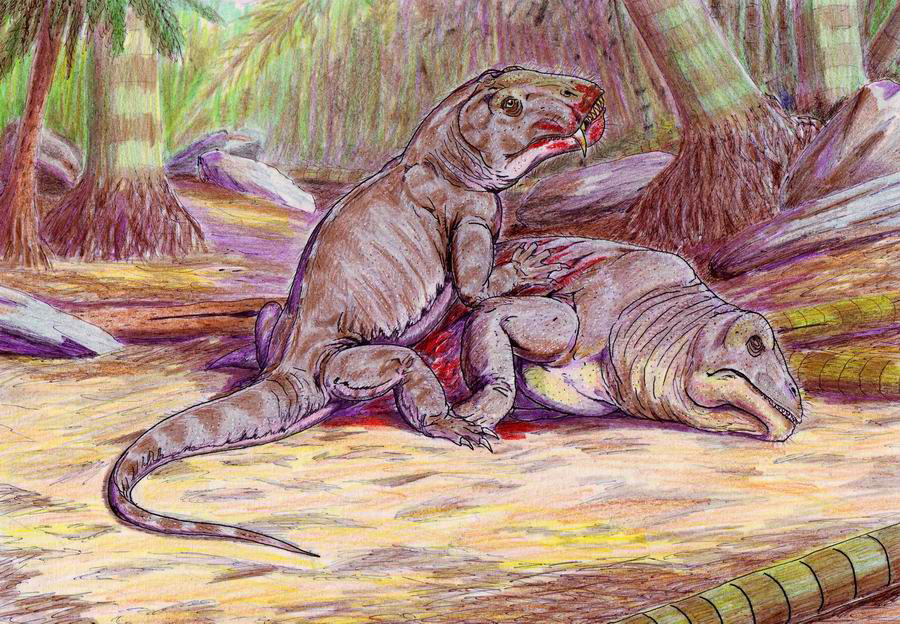
巨型獸以烏勒米龍獸為食

烏勒米龍獸屬（學名：Ulemosaurus）是獸孔目恐頭獸亞目的一屬，生存於二疊紀中期的俄羅斯韃靼斯坦，約2億6500萬年前，時代略晚於冠鱷獸。
目前已經發現數個頭顱骨與部份骨骼。顱骨的最厚處有10公分厚。某些研究人員推測，烏勒米龍獸可能會有以頭部撞擊的行為。烏勒米龍獸被認為是草食性動物，但也有研究人員根據較厚的下頜、門齒的形狀，推測牠們是肉食性動物。
烏勒米龍獸是麝足獸的近親，兩者都屬於貘頭獸下目。貘頭獸下目是一群繁盛於二疊紀中期的笨重草食性動物，但消失於二疊紀晚期。

## 外部連結
- ULEMOSAURUS, Gondwana Studios （页面存档备份，存于）
- Taxonomy
- Dinocephalians
- Therapsida: Tapinocephalia: Tapinocephalidae